# 銀行等の株式等の保有の制限等に関する法律
銀行等の株式等の保有の制限等に関する法律（ぎんこうとうのかぶしきとうのほゆうのせいげんとうにかんするほうりつ、平成13年11月28日法律第131号）は、銀行の株式保有制限に関する日本の法律である。通称銀行等株式保有制限法。
2001年（平成13年）11月28日に公布された。

## 概要
銀行等の金融機関の業務の健全な運営を確保するために銀行等の金融機関による株式等の保有を制限することを規定している。

## 構成
- 第一章 総則（第一条・第二条）
- 第二章 銀行等による株式等の保有の制限（第三条・第四条）
- 第三章 銀行等保有株式取得機構 
  - 第一節 総則（第五条 - 第十条）
  - 第二節 会員（第十一条・第十二条）
  - 第三節 設立（第十三条 - 第十八条）
  - 第四節 管理（第十九条 - 第二十八条）
  - 第五節 総会（第二十九条 - 第三十三条の五）
  - 第六節 業務（第三十四条 - 第四十条）
  - 第七節 拠出金等（第四十一条 - 第四十三条）
  - 第八節 財務及び会計（第四十四条 - 第五十三条）
  - 第九節 監督（第五十四条 - 第五十六条）
  - 第十節 解散（第五十七条）
  - 第十一節 雑則（第五十八条 - 第六十条）
- 第四章 雑則（第六十一条・第六十二条）
- 第五章 罰則（第六十三条 - 第六十八条）
- 附則